# Nombre de Clausius
Le nombre de Clausius {\displaystyle (Cl)} est un nombre sans dimension utilisé en transfert thermique. Il est utilisé pour caractériser le transfert thermique dans des flux turbulents,.
Ce nombre porte le nom de Rudolf Clausius, physicien allemand.
On le définit de la manière suivante :
{\displaystyle Cl={\frac {v^{3}L_{c}\rho }{\lambda \Delta T}}}
avec :
- v - vitesse
- Lc - longueur caractéristique
- ρ - masse volumique
- λ - conductivité thermique
- ΔT - différence de température